# 안드레이 루고보이
안드레이 콘스탄티노비치 루고보이(러시아어: Андре́й Константи́нович Лугово́й; 1966년 9월 19일 출생)는 러시아의 정치인이자 기업인이며 러시아 자유민주당 소속의 러시아 의회의 하원인 국가두마의 의원이다. 그는 국가보안위원회 경호원으로 일했으며, 보안회사 "나인스 웨이브"의 책임자였다.
그는 전 국가보안위원회 요원이자 이후 러시아 연방보안국 요원이었던 알렉산드르 리트비넨코 살해 혐의로 영국 경찰의 수배를 받고 있다. 러시아는 자국 헌법이 자국민의 범죄인 인도를 금지하고 있기 때문에 그의 인도 요청을 거부했다.

## 국가보안위원회 및 보안 서비스 경력
1966년 바쿠에서 태어난 루고보이는 1983년부터 1987년까지 소련 육군의 엘리트 모스크바 고등군사지휘학교에 다녔다.
1987년, 그는 고위 국가 공무원에게 보안을 제공하는 국가보안위원회의 9국에 합류했다. 그는 5년 동안 소대장으로 근무한 후 크렘린 연대 훈련 중대에서 지휘관으로 복무했다. 1991년 그는 러시아 연방 경호국으로 전근되어 1996년 말 사임할 때까지 근무했다. 이 기간 동안 그는 러시아 총리 예고르 가이다르, 대통령부의 수장 세르게이 필라토프 및 외무부 장관 안드레이 코지레프에게 보안을 제공했다.
루고보이는 이후 민간 보안 사업에서 일했다. 1996년부터 2000년까지 그는 거물 보리스 베레좁스키와 바드리 파타르카치슈빌리가 소유했던 텔레비전 회사 ORT에서 보안 책임자를 맡았고, 파타르카치슈빌리의 가족 및 개인 보안 부서도 이끌었다. 2001년, 루고보이는 2000년 사기 혐의로 체포된 아에로플로트의 전 부사장 니콜라이 글루시코프의 탈출을 조직한 혐의로 체포 및 기소되었다.틀:Update-inline

## 알렉산드르 리트비넨코 독살
루고보이는 리트비넨코가 병에 걸린 날(2006년 11월 1일) 리트비넨코와 만났다. 리트비넨코는 11월에 폴로늄-210에 의한 방사선 중독으로 사망했으며, 2007년 5월 22일 영국 당국은 루고보이를 리트비넨코 살해 혐의로 기소하고 러시아로부터 그의 인도를 요청할 것이라고 발표했다. 러시아는 러시아 헌법상 자국민의 인도가 허용되지 않는다는 점을 들어 루고보이의 인도를 거부했다.
루고보이는 리트비넨코가 사망하기 전 한 달 동안 런던을 최소 세 번 방문했으며, 리트비넨코와 네 번 만났다. 루고보이는 리트비넨코가 병에 걸린 날(11월 1일) 그를 만났다. 루고보이가 10월 16일 런던으로 비행한 후 머물렀던 세 호텔, 11월 1일 이전에 루고보이가 식사한 것으로 알려진 메이페어 도버 스트리트의 페스카토리 레스토랑, 그리고 그가 탑승했던 두 비행기에서 폴로늄-210의 흔적이 발견되었다. 그는 방사선 중독 의심으로 모스크바 병원에서 치료를 받았지만, 2006년 11월 23일 리트비넨코를 사망에 이르게 한 물질인 폴로늄-210에 오염되었는지 여부는 밝히기를 거부했다.

### 리트비넨코 독살에 대한 루고보이 개입 타임라인
- 2006년 11월 30일, 바드리 파타르카치슈빌리는 루고보이를 13년 동안 함께 일한 "가까운 친구"라고 묘사했다. 그는 루고보이가 무죄이기를 바랐지만, "전직 국가보안위원회 요원이라는 것은 없다"고 덧붙였다.
- 2006년 12월 4일, 루고보이는 모스크바 병원을 방문하여 건강 검진을 받았다.
- 2006년 12월 9일, 루고보이는 병원에서 퇴원했으며 "만족스러운 상태"라고 선언되었다.[10]
- 2007년 1월 26일, 가디언은 영국 정부가 루고보이를 리트비넨코 살해 혐의로 재판에 회부하기 위해 영국으로 송환을 요청하는 인도 요청을 준비 중이라고 보도했다.[11]
- 2007년 2월 5일, 보리스 베레좁스키는 BBC에 리트비넨코가 임종 시 루고보이가 자신을 독살했다고 말했다고 전했다.[12]
- 2007년 5월 22일, 영국의 공공 검찰청장은 영국이 루고보이의 인도를 요청하고 리트비넨코 살해 혐의로 그를 기소하려 할 것이라고 발표했다. 러시아는 이전에 러시아 헌법상 어떠한 러시아 시민도 영국에서 재판을 받기 위해 인도하는 것을 허용할 권리가 없다고 밝혔다.[13]
- 2007년 5월 28일, 영국 외무부는 루고보이의 인도를 러시아 정부에 공식적으로 요청했다.[14] 이는 모스크바 주재 영국 대사관과 러시아 검찰청 모두에 의해 확인되었다.
  - 루고보이는 자신을 "방사선 공격의 가해자가 아닌 피해자"라고 말했으며, 혐의를 "정치적 동기가 있다"고 비난했다.
  - 러시아 헌법은 프랑스, 독일, 오스트리아, 중국, 일본의 헌법과 마찬가지로 자국민의 외국으로의 인도를 금지하고 있으므로(제61조) 요청을 이행할 수 없다.[15] 러시아 시민은 외국 사법 기관이 필요한 증거를 제공하는 경우 러시아 법원에 의해 해외에서 저지른 범죄에 대해 유죄 판결을 받을 수 있다.
- 2007년 5월 31일, 루고보이는 기자회견을 열고 MI6이 자신을 모집하려 했다고 비난했으며, MI6, 러시아 마피아, 또는 도망자 크렘린 반대파 보리스 베레좁스키를 살해의 책임자로 지목했다.[16]
- 2007년 7월 4일, 러시아는 루고보이의 인도를 요청한 영국의 요청을 공식적으로 거부했다.[17]

2021년 스트라스부르의 유럽인권법원 (ECHR)은 합리적인 의심의 여지 없이 안드레이 루고보이와 드미트리 콥툰이 리트비넨코를 살해했다고 판결했다.

## 정치 경력
리트비넨코 사망과 관련하여 루고보이에 대한 관심이 높아지자 2007년 9월 15일, 러시아 자유민주당 (LDPR)의 지도자인 블라디미르 지리놉스키는 루고보이가 국가두마 선거에서 지리놉스키에 이어 당 후보 목록에서 2위에 오를 것이라고 발표했다. 이는 루고보이가 2007년 12월 러시아 의원이 되어 의원 면책 특권을 얻을 수 있음을 의미했다. 루고보이 자신도 다음 국가두마 선거에 참여할 것임을 확인했으며, 2007년 9월 17일 러시아 자유민주당 회의에서 크렘린 출마를 희망한다고 밝혔다.
2007년 12월 10일, 모스크바 주재 영국 대사 토니 브렌턴은 루고보이의 국가두마 당선에 유감을 표하며 다음과 같이 말했다.
살인 혐의로 수배된 사람이 정치적 인정을 받는 것은 유감스러운 일이다. 루고보이가 의회에 있는 것은 러시아에 전혀 도움이 되지 않는다. 의심을 계속 키울 뿐이다. 그가 러시아 밖으로 발을 내딛는다면 체포될 것이다. 우리는 그를 원한다.
2008년 12월, 루고보이는 러시아 내 반대 의견에 대한 더 가혹한 법률을 지지한다고 밝혔다. 그는 스페인 신문 엘 파이스에 다음과 같이 말했다.
"만약 누군가 러시아 국가에 심각한 피해를 입혔다면, 그들은 제거되어야 한다. […] 누군가가 러시아 국가의 이익을 위해 리트비넨코를 죽였을 수 있다고 생각하느냐? 러시아 국가의 이익이라는 말의 가장 순수한 의미에서 말하자면, 나 자신도 그 명령을 내렸을 것이다." 그러더니 그는 자신을 명확히 했다. "나는 리트비넨코에 대해 말하는 것이 아니라 심각한 피해를 입히는 어떤 사람에 대해 말하는 것이다."
루고보이는 조지아의 대통령 사카슈빌리와 국가보안위원회 망명자 고르디옙스키를 예시로 들었다.
2009년 3월 13일, 러시아 자유민주당은 루고보이를 소치 시장 선거에 지명할 계획이라고 발표했다. 3월 24일, 루고보이는 출마하지 않고 대신 국가두마 의원으로 남기로 결정했다고 발표했다.
2007년부터 2011년까지 안드레이 루고보이는 제5대 국가두마의 의원이었다. 2011년부터 2016년까지 그는 제6대 국가두마의 의원이었다. 2016년부터 2021년까지 그는 제7대 국가두마의 의원으로 선출되었다. 2021년부터 그는 제8대 국가두마의 의원이다.

## 2017년 1월 블랙리스트 지정
2017년 1월 9일, 마그니츠키법에 따라 미국 재무부의 해외자산통제국은 특별 지정 국민 명단을 업데이트하고 알렉산드르 바스트리킨, 안드레이 K. 루고보이, 드미트리 콥툰, 스타니슬라프 고르디옙스키, 겐나디 플락신을 블랙리스트에 올렸다. 이는 이들의 미국 금융 기관에 보유된 모든 자산이나 해당 기관과의 거래를 동결하고 미국 여행을 금지하는 조치였다.

## 가족
정치가는 성인 딸들과 아들이 있다.
2012년 10월, 그는 아브라우-듀르소에서 호화로운 결혼식을 올리고 23세(1989년 7월 26일생)의 학생 크세니야 알렉세예브나 페로바와 결혼했다.

## 수입 및 재산
루고보이는 크라스노다르 크라이에 500m²의 토지를 소유하고 있다. 그는 또한 각각 550m²와 165.5m² 크기의 주택 두 채를 소유하고 있다. 루고보이 가족은 모스크바의 랴린 레인에 위치한 1904년 지어진 유서 깊은 건물에 368m² 아파트와 12.9m²의 비주거 공간을 소유하고 있다. 2019년, 크세니야 루고바야는 같은 건물에 200.1m² 아파트를 5,100만 루블에 구입했다.

## 대중문화에서
2022년 ITVX 미니시리즈 리트비넨코에서 루고보이는 라드 카임이 연기했다.

## 수상
2015년 루고보이는 "조국 공로 훈장" (2등급)을 받았다.